# サクラ属
サクラ属（学名：Cerasus Mill.）は、植物界バラ目バラ科サクラ亜科の属である。国や時代によって種に対する分類の範囲が異なり、サクラをサクラ属（Cerasus）として分類するのが主流の国と、スモモ属（Prunus）として分類するのが主流の国に分かれている。前者を狭義のサクラ属、後者を広義のサクラ属ともいう。

## 国ごとの分類方法の違い

### サクラ属（狭義のサクラ属）とスモモ属（広義のサクラ属）
サクラ類をサクラ属（Cerasus、ケラスス）に分類するか、スモモ属（Prunus、プルヌス）に分類するか国や時代で相違があり、現在では両方の分類が使われている。ロシア、中国、1992年以降の日本ではヤマザクラやセイヨウミザクラなどサクラのみ100種をサクラ属（Cerasus）として分類するのが主流である（狭義のサクラ属）。一方で西欧や北米では各種サクラとスモモ、モモ、ウメ、ウワミズザクラなど約400種を一括してスモモ属（Prunus）として分類するのが主流である（広義のサクラ属）。これは比較的サクラ類の多いロシアや中国ではサクラ類を独立した属として分類していたのに対し、伝統的にサクラ類の少ない西欧と北米ではサクラ類をスモモやモモやウメなどと一括して分類していたためである。日本の科学は西欧や北米の基準に合わせる事が多かったため従来はサクラ類をスモモ属（Prunus）としていたが、1992年の東京大学の大場秀章の論文発表以降は、実態に合ったサクラ属（Cerasus）表記が主流である。なお、この「種」とは分類学上の種（species）のことで野生に自生する種のみを指し、種（species）の雑種や種（species）の下位分類の変種（variety）や、全く異なる分類体系となる野生種から開発された栽培品種（cultivar）は、種（species）の数に含めないことに留意する必要がある。

### 西欧と北米式のスモモ属Prunusによる分類
サクラ類を広義のサクラ属であるスモモ属（Prunus）分類する西欧や北米の分類だと、スモモ属（Prunus）にはサクラやウメ、モモ、プラム、アーモンド等の果樹や花木が含まれ、スモモ属は以下の亜属に分かれる。亜属を別属として分けることもある。共通する特徴は、樹木になり5弁の花をつける。花はウメのように1つずつつくもの、サクラのように短い軸から数個を房状につけるもの、ウワミズザクラなど小さい花を穂のようにつけるものなどがある。果実は核果で、外側（外果皮）は柔らかくて、中心に固い種子（正しくは内果皮＝核に包まれた種子）が1粒はいる。落葉樹が多いが、バクチノキやリンボクなどの常緑樹もある。
ただし、サクラ亜属以外は単系統性が疑わしく、将来的な再編が予想される。
- モモ亜属 Subgenus Amygdalus
  - アーモンド Prunus dulcis
  - モモ Prunus persica
- スモモ亜属 Subgenus Prunus
  - プルーン（ヨーロッパスモモ、セイヨウスモモ）Prunus domestica
  - ウメ Prunus mume　（ウメ亜属 Subg. Armeniaca とする説も）
  - スモモ Prunus salicina
  - スピノサスモモ Prunus spinosa
  - アンズ（アプリコット）Prunus vulgaris　（ウメ亜属 Subg. Armeniaca とする説も）
- サクラ亜属 Subgenus Cerasus （サクラ）
  - チョウジザクラ Prunus apetala (= Cerasus apetala var. tetsuyae)
  - セイヨウミザクラ Prunus avium (= Cerasus avium)
  - カンヒザクラ Prunus campanulata (= Cerasus campanulata)
  - クマノザクラ Prunus kumanoensis (= Cerasus kumanoensis)
  - スミミザクラ Prunus cerasus (= Cerasus vulgaris)
  - マメザクラ Prunus incisa (= Cerasus incisa)
  - エドヒガン Prunus itosakura (= Cerasus itosakura)
  - ヤマザクラ Prunus jamasakura (= Cerasus jamasakura)
  - カスミザクラ Prunus leveilleana (= Cerasus leveilleana)
  - ミヤマザクラ Prunus maximowiczii (= Cerasus maximowiczii)
  - タカネザクラ Prunus nipponica (= Cerasus nipponica)
    - チシマザクラ Prunus nipponica var. kurilensis (= Cerasus nipponica var. kurilensis)

  - カラミザクラ Prunus pseudocerasus (= Cerasus pseudocerasus)
  - オオヤマザクラ Prunus sargentii (= Cerasus sargentii)
  - オオシマザクラ Prunus speciosa (= Cerasus speciosa)
  - モチヅキザクラ Prunus ×mochizukiana (= Cerasus ×mochizukiana)
  - エイシュウザクラ Prunus ×nudiflora (= Cerasus ×nudiflora)
  - ソメイヨシノ Prunus ×yedoensis 'Somei-yoshino' (= Cerasus ×yedoensis 'Somei-yoshino')
- ニワウメ亜属 Subgenus Lithocerasus （古くはサクラ亜属に含められた）
  - ユスラウメ Prunus tomentosa
  - ニワウメ Prunus japonica
  - dwarf cherries, Prunus pumila (Sand cherry)
- ウワミズザクラ亜属 Subgenus Padus (bird cherries) 
  - イヌザクラ Prunus buergeriana
  - ウワミズザクラ Prunus grayana
  - エゾノウワミズザクラ Prunus padus
  - シウリザクラ Prunus ssiori
- バクチノキ亜属 Subgenus Laurocerasus
  - セイヨウバクチノキ Prunus laurocerasus
  - リンボク Prunus spinulosa
  - バクチノキ Prunus zippeliana

## 画像

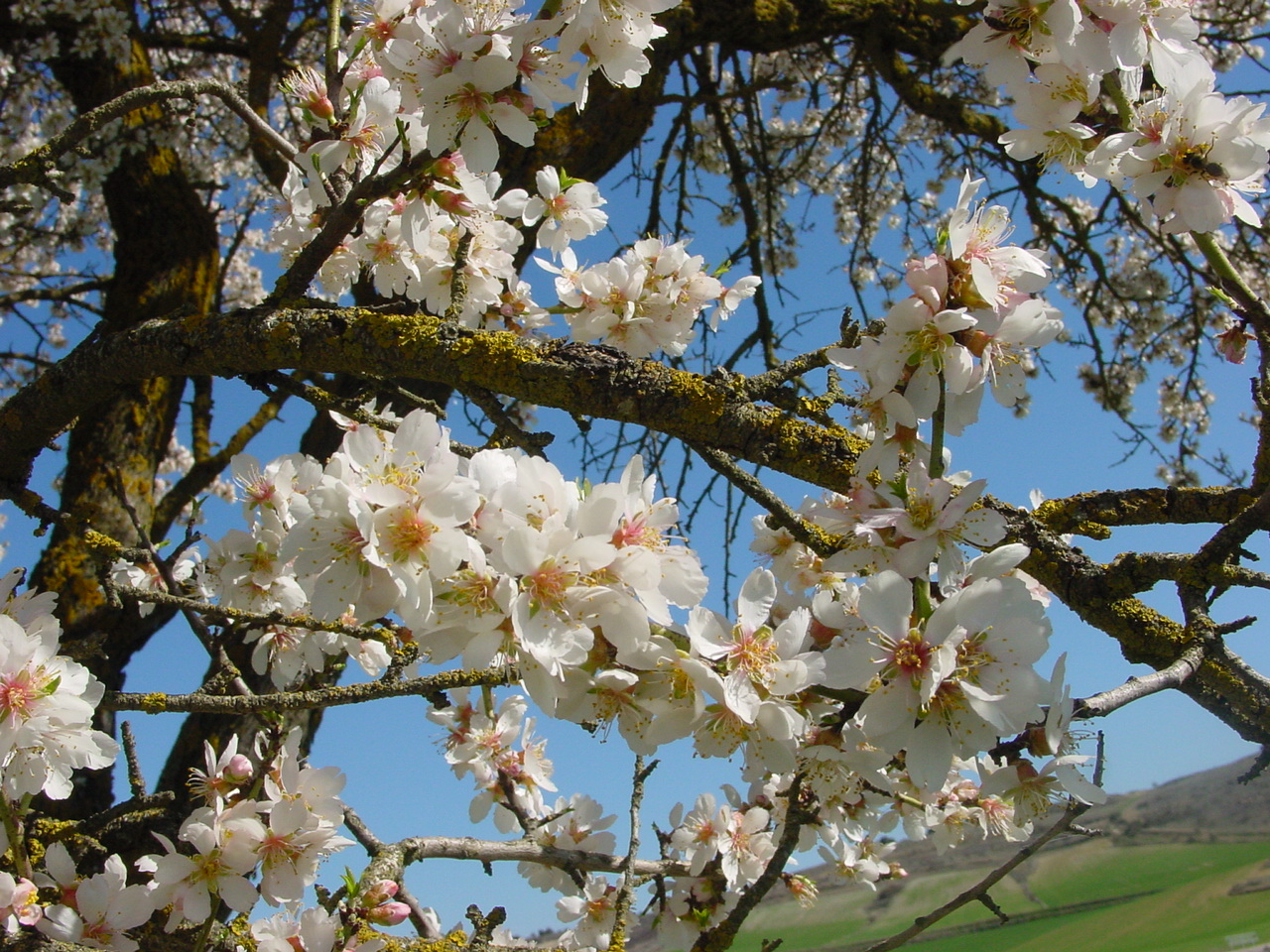
アーモンドの花
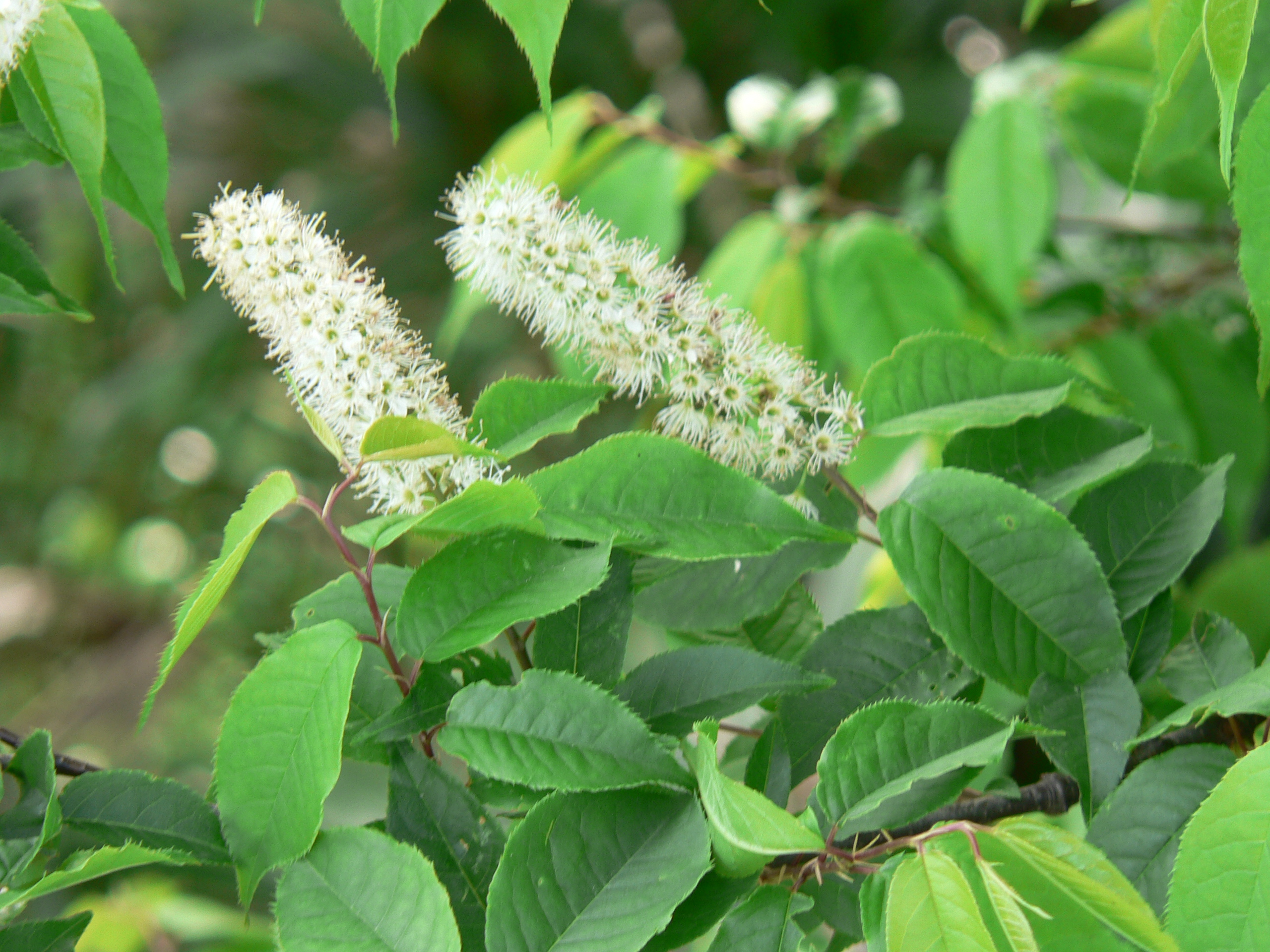
ウワミズザクラ
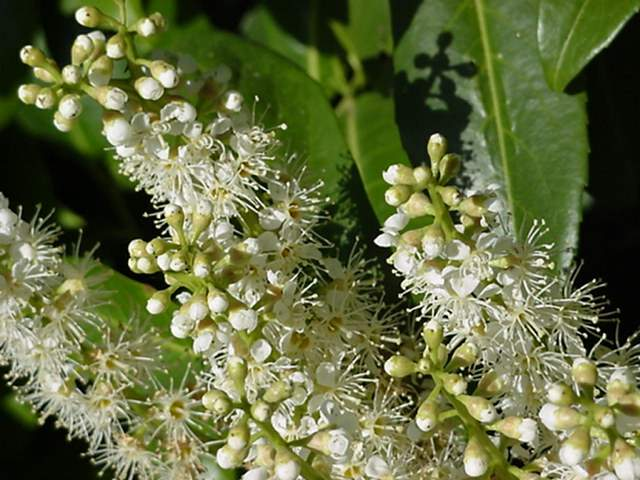
セイヨウバクチノキ